# Living & Dying
Living & Dying è un film del 2007 diretto da Jon Keeyes.

## Trama
Una banda di rapinatori assalta una banca e quando ne esce si ritrova circondata dalla polizia. Tentano la fuga per le vie del posto e si nascondono in un ristorante, dove prendono in ostaggio i presenti. Ma alcuni dei presenti sono a loro volta degli assassini senza scrupolo. Quello che segue è una serie di intrecci e situazioni e colpi di scena con il poliziotto (Michael Madsen) chiamato di urgenza a gestire la situazione. Finale a sorpresa per molti versi, quello che sembra un cattivo si riabilita e chi era il buono, forse non lo è proprio del tutto.